# منصوری (شرکت)
منصوری (به انگلیسی: Mansory) شرکت خودروسازی لوکس آلمانی-سوئیسی مستقر در آلمان است، که در زمینه تیونینگ و سفارشی‌سازی خودرو فعالیت می‌نماید. شرکت منصوری در سال ۱۹۸۹ توسط یک مهاجر ایرانی‌تبار، بنام کوروش منصوری تأسیس شد.
این شرکت که در سال‌های نخست در زمینه ارائه خدمات مهندسی و تأمین قطعات مختلف خودرو، برای شرکت‌های مطرح تیونینگ فعالیت می‌کرد، در اواسط دهه ۱۹۹۰ با هدف توسعه فعالیت‌هایش، به شهر مونیخ، آلمان نقل مکان کرد و تمرکز خود را بر تیونینگ و توسعه مدل‌های خاصی از خودروهای شرکت‌های رولز-رویس، بنتلی، استون مارتین و فراری معطوف نمود.
شرکت منصوری در سال ۲۰۰۱، نخستین کارخانه تولیدی خود را، راه‌اندازی کرد، که در پی آن به‌طور مستقل، اقدام به تولید قطعات و تجهیزات مورد نیاز تیونینگ خودروهای سفارشی خود نمود. این شرکت هم‌اکنون دارای ۲ کارخانه تولیدی در کشورهای آلمان و سوئیس می‌باشد و دفاتر بین‌المللی آن، در شهرهای اوساکا، سئول، لس آنجلس، ابوظبی و سنگاپور مستقر می‌باشند.
برخی از شرکت‌هایی که منصوری تاکنون با آن‌ها مشارکت داشته، عبارتند از: استون مارتین، لامبورگینی، مرسدس بنز، فراری، آئودی، رنجرور، پورشه، مازراتی، رولز-رویس موتور کارز و بنتلی.
شرکت منصوری هم‌اکنون در حوزه‌هایی چون طراحی داخلی هواپیماهای تجاری و کشتی‌های تفریحی، طراحی و تولید لوازم خانگی، تجهیزات اداری و کالاهای لوکس فعالیت می‌کند.

## تاریخچه
کوروش منصوری در سال ۱۹۸۹ میلادی کمپانی ام‌پی‌دیزاین (به انگلیسی: MPdesign) را در کشور انگلستان تأسیس نمود، شرکتی که خدمات مهندسی و قطعات تیونینگ دیگر شرکت‌های معتبر را تأمین می‌کرد. شرکت منصوری فعالیت خود در تیونینگ خودروهای لوکس را با محصولات بنتلی، استون مارتین، فراری و رولز رویس آغاز نمود. اما آنچه این شرکت می‌خواست بسیار فراتر از این بود، بنابراین در سال ۲۰۰۱ در شهر برند، آلمان کارخانهٔ مستقلی جهت تیونینگ، طراحی و ساخت قطعات اتومبیل و ارتقا خودرو، تأسیس نمود.
در سال ۲۰۰۴ از اولین محصول این کمپانی، که یک استون مارتین دی‌بی۹ تیونینگ‌شده بود، رونمایی شد. درست یک‌سال پس از رونمایی اولین محصول رسمی برند منصوری، دومین محصول تیونینگ شده این شرکت، باز هم تیونینگ شده‌ای از کمپانی استون مارتین بود و آستون مارتین ونکوئیچ را با یک پوشش مشکی براق، به همراه المان‌های زرد و طلایی، ترکیب نموده بود. منصوری پس از دریافت یک سفارش ویژه، نمونه سفید همین خودرو را نیز آماده کرد.
در ماه نوامبر ۲۰۰۷ شرکت منصوری اقدام به خریداری شرکت پورشه-تیونینگ، از شرکت سوئیسی راین‌اسپید نمود، که در پی آن، توسعه و فروش قطعات تیونینگ خودروهای پورشه، ب‌ام‌و و رنجرور را در دست گرفت.
تا اواسط دهه ۲۰۰۰ میلادی، شرکت منصوری تیونینگ محصولات شرکت‌هایی چون لامبورگینی، فراری، مرسدس بنز و آئودی را نیز به فهرست خود اضافه کرد و با راه‌اندازی خط تولید خودروهای لوکس سفارشی، با تمرکز بر خودروهای سوپراسپورت، تا اواخر دهه ۲۰۰۰ میلادی، به برندی شناخته شده در بازار تیونینگ خودروها، تبدیل گردید.
امروزه این شرکت طیف گسترده‌ای از خودروهایی با برندهای: استون مارتین، ب‌ام‌و، لامبورگینی، فراری، مرسدس بنز، آئودی، رنجرور، پورشه، بنتلی، رولز رویس، مک‌لارن، بوگاتی، مازراتی و لوتوس کارز را به‌طور ثابت تولید می‌نماید.
شرکت منصوری در نمایشگاه اتومبیل ژنو در سال ۲۰۱۲ با ارائه لامبورگینی اونتادور، عنوان بهترین تیونر را کسب کرد.

## حوزه فعالیت
در حالی که شرکت‌های تیونینگ خودرو جهان، قطعات مختلف را از شرکت‌های دیگر دریافت و بر روی خودرو نصب می‌کنند، شرکت منصوری تمامی قطعات مورد نیاز خود، بجز لاستیک و تایر را در کارخانجات خود، در آلمان و سوئیس تولید کرده و این وجه تمایز اصلی این شرکت با دیگر تیونینگ کنندگان است.
و یکی از برجسته‌ترین کارخانه‌جات تولیدکنندهٔ قطعات تیونینگ برای خودروهای لوکس و خودروهای سوپر اسپرت محسوب می‌شود، هر چند بیشترین تمرکز این شرکت بر روی ماشین‌های اروپایی و آمریکایی‌ست اما محدودیتی در نحوهٔ عملکرد خود ندارد، به‌طوری که در کارنامهٔ آن، انواع گوناگونی از خودروها شامل انواع شاسی‌بلند، سدان و سوپر اسپرت به چشم می‌خورد.
کورش منصوری مالک و مدیرعامل منصوری، در شرکتش تکنولوژی و دستگاه ساخت. فیبر کربن را در اختیار دارد و به دلیل دارا بودن سالن رنگ مدرن، مدل‌های رولز رویس فانتوم را برای کمپانی رولز-رویس رنگ می‌کند.
شرکت منصوری هم‌اکنون تکنولوژی طراحی و تولید پلت فرم مستقل خودرو را داراست، که این شرکت را، در سال‌های اخیر، از یک تیونینگ‌کننده صرف خودرو، به یک شرکت خودروسازی تبدیل نموده‌است و این یعنی رسیدن از مرحله تیونینگ به تولید پلت روی آورد.

## نگارخانه

Mansory Automotive Photos
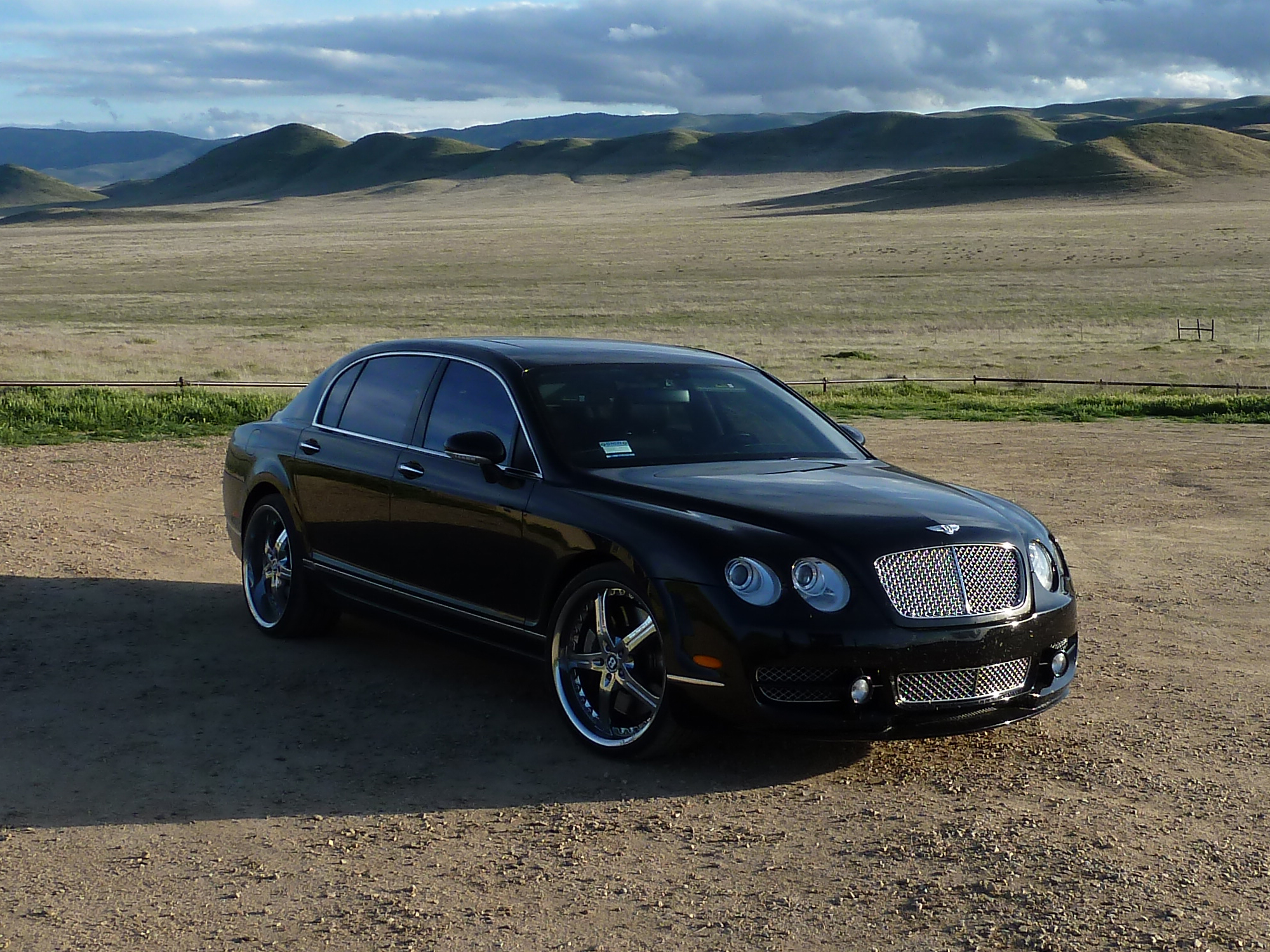
بنتلی کانتیننتال فلایینگ اسپار (۲۰۰۵)
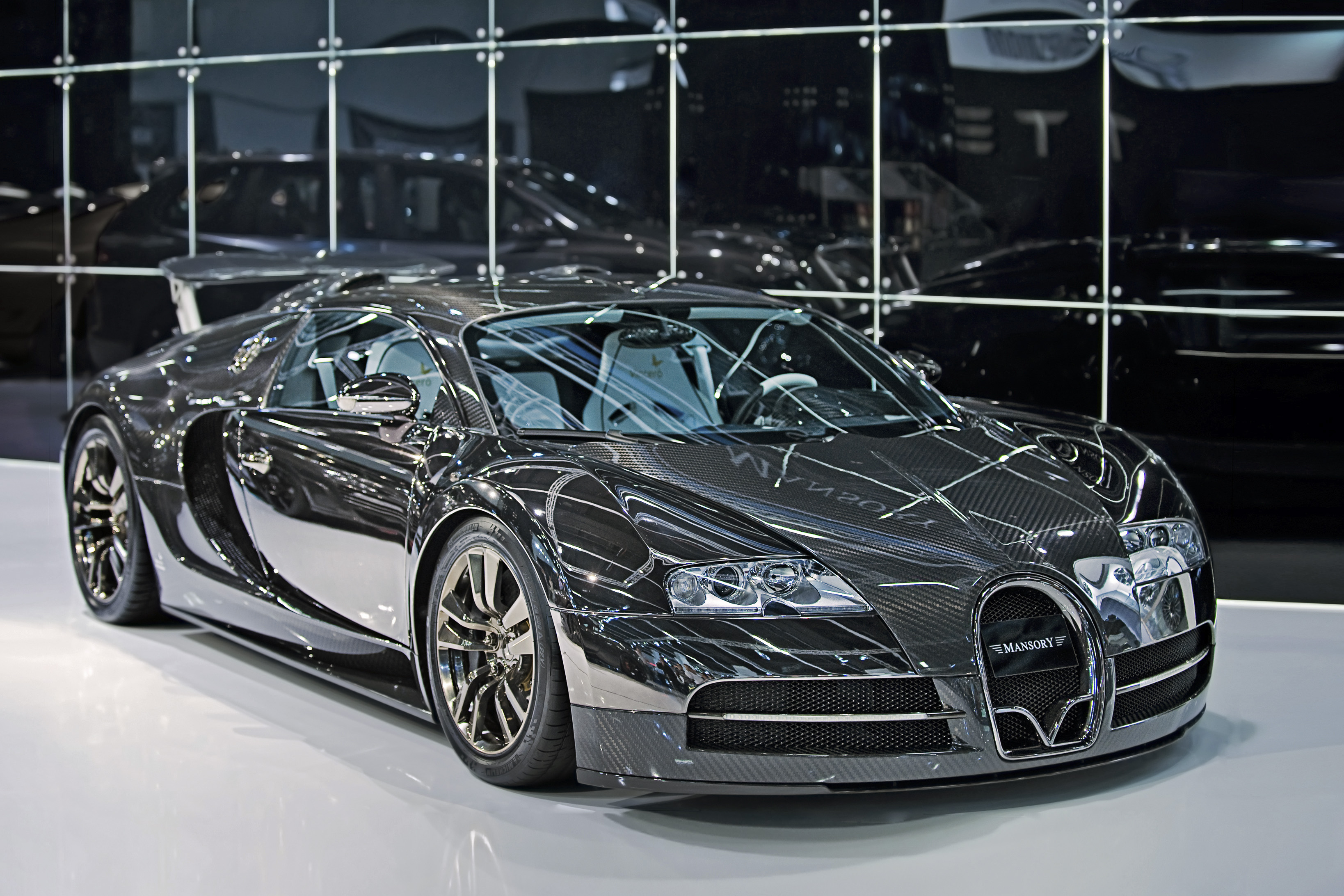
بوگاتی ویرون منصوری
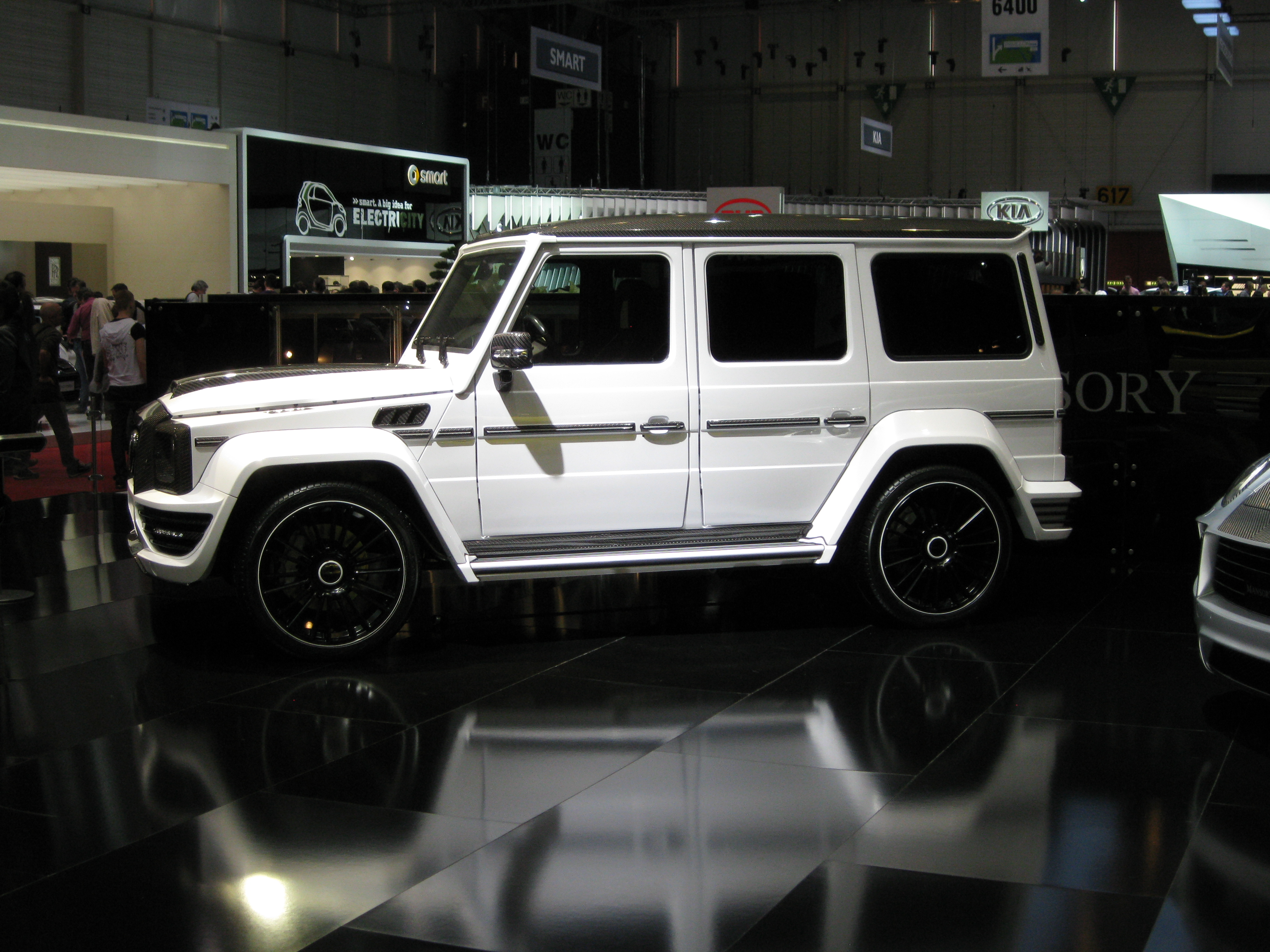
مرسدس-بنز دبلیو۴۶۳
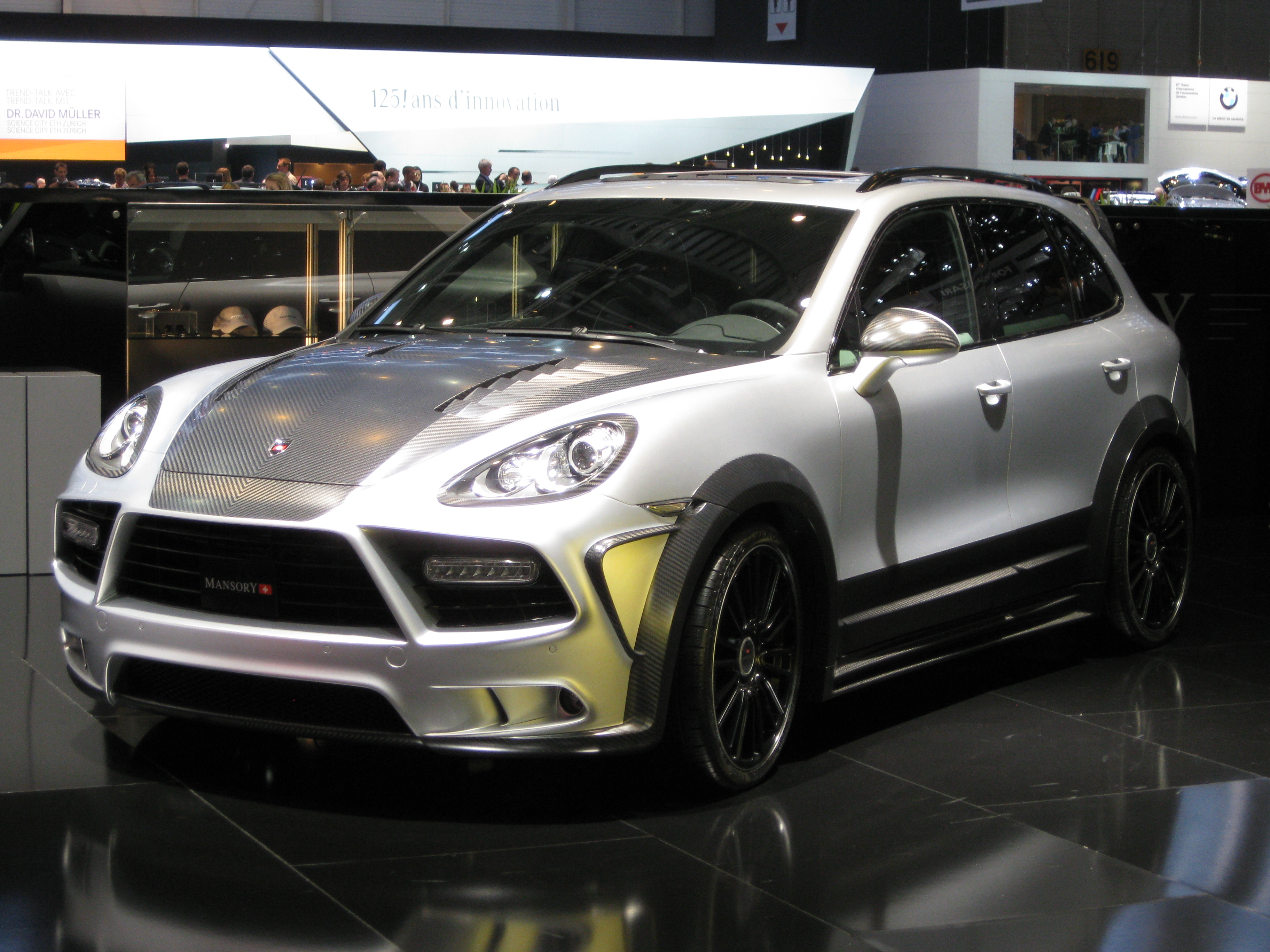
پورشه ۹۲ای
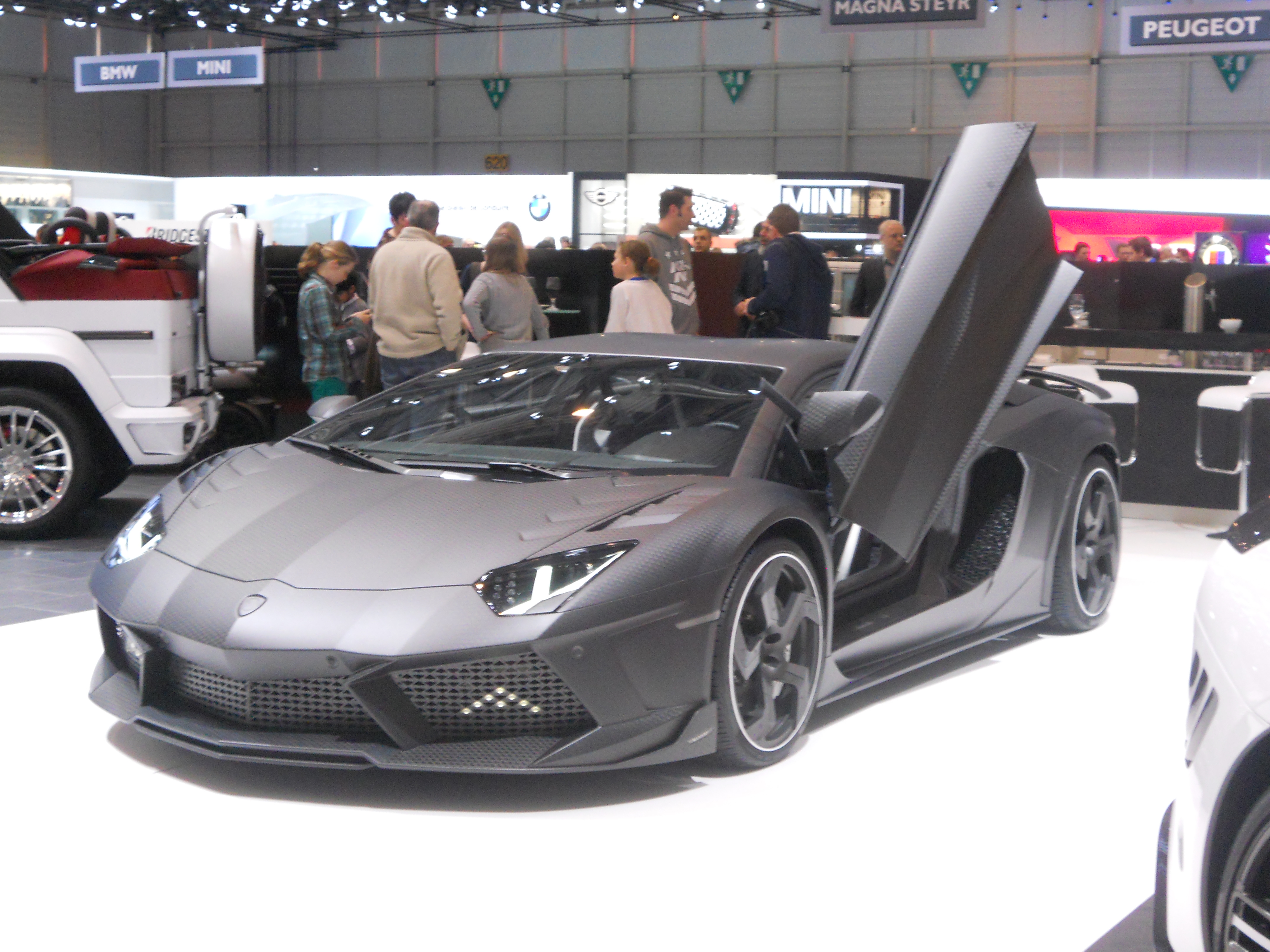
منصوری کربونادو
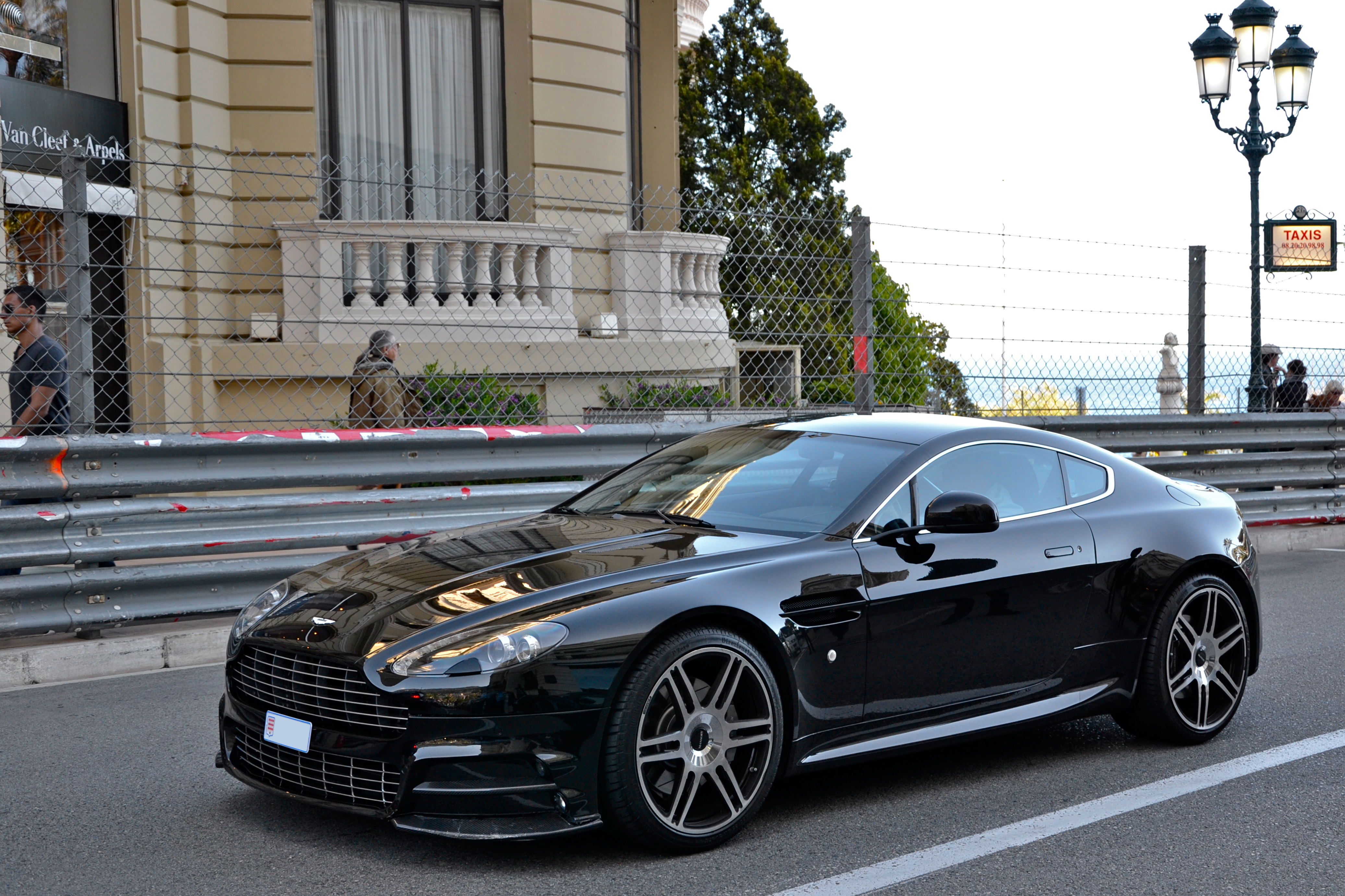
استون مارتین ای‌ام‌وی۸ منصوری
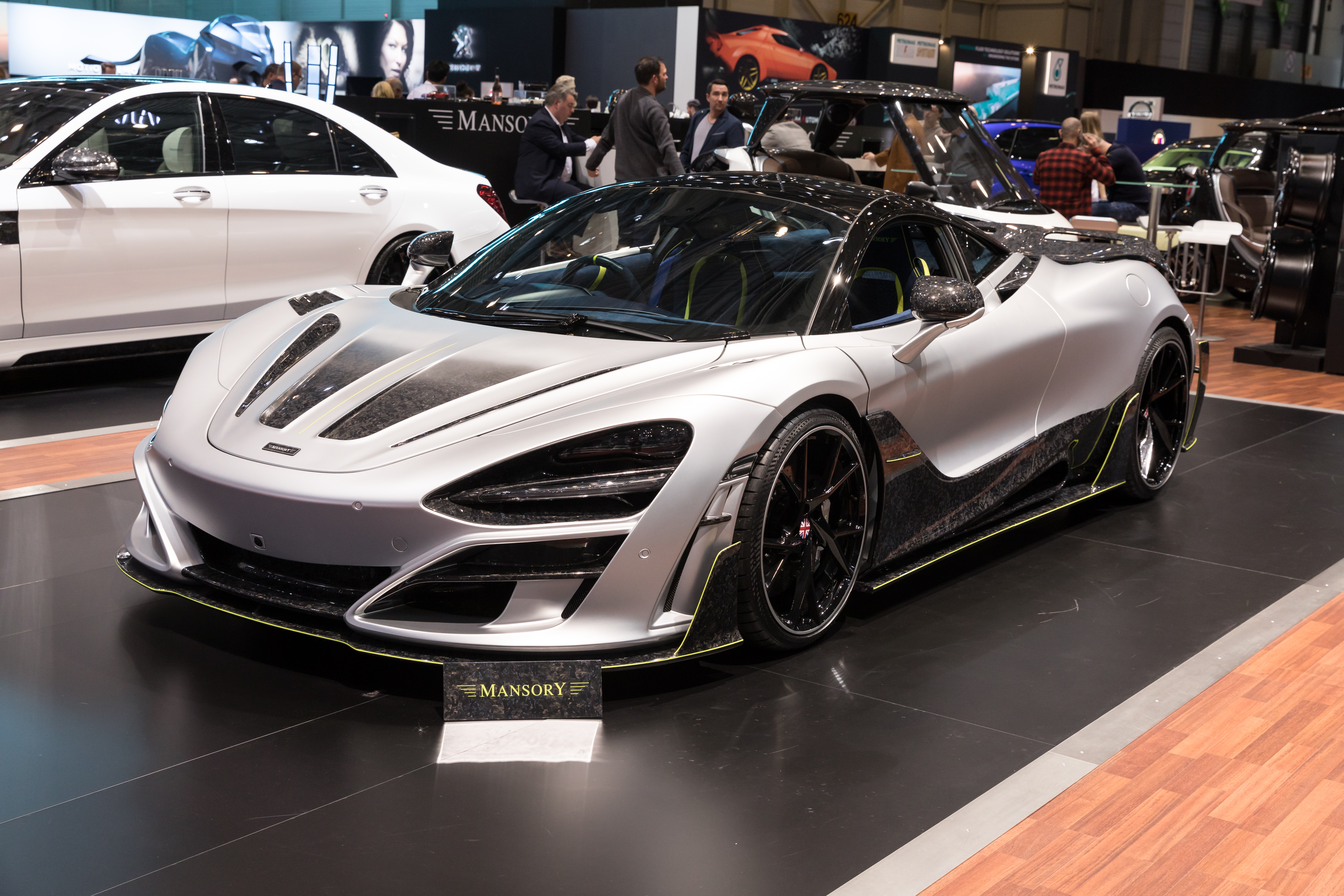
Mclaren 720s mansory
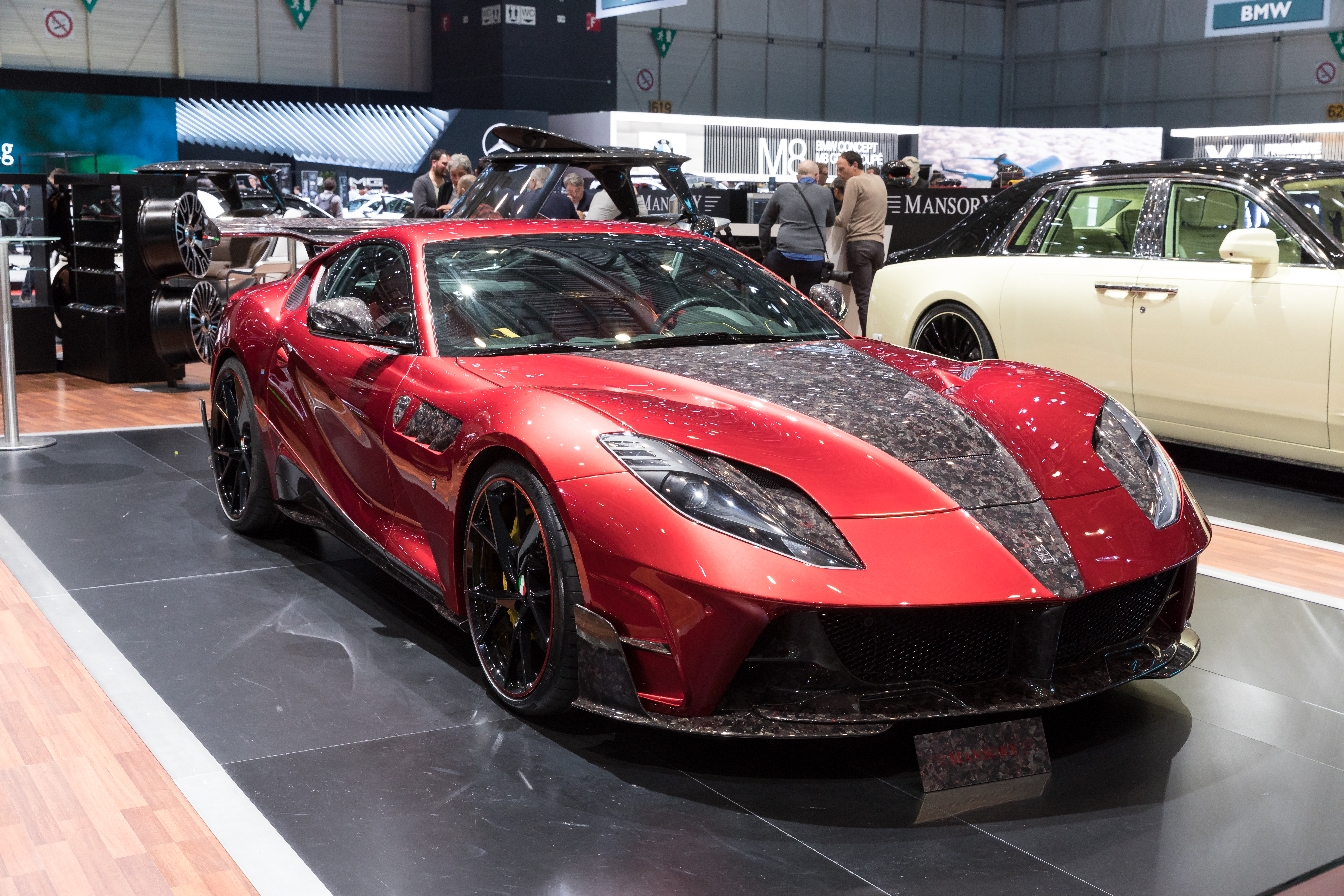
Mansory Ferrari 812 superfast stallone
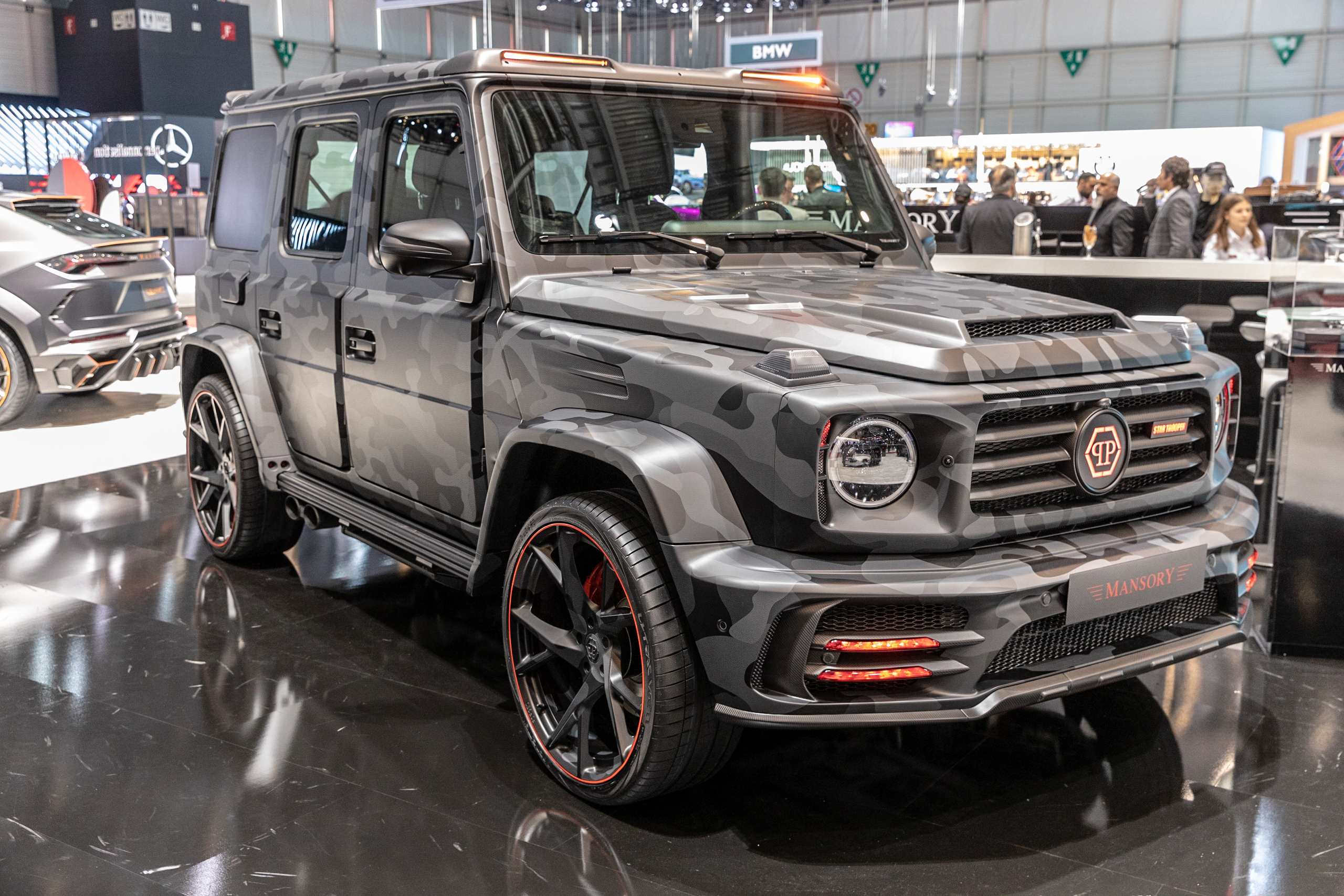
MERCEDES-AMG G63 MANSORY
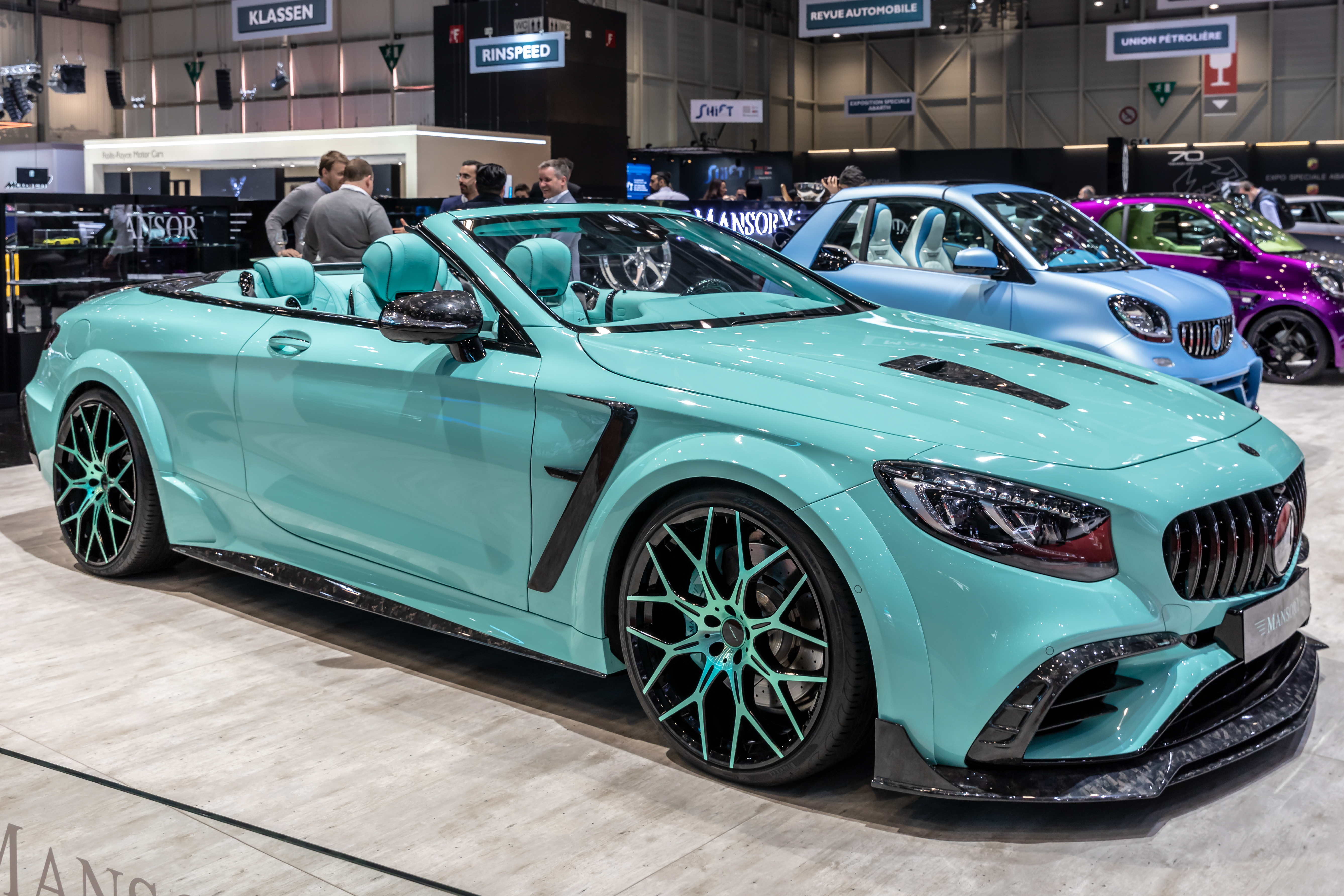
MERCEDES-AMG S63 MANSORY APERTUS
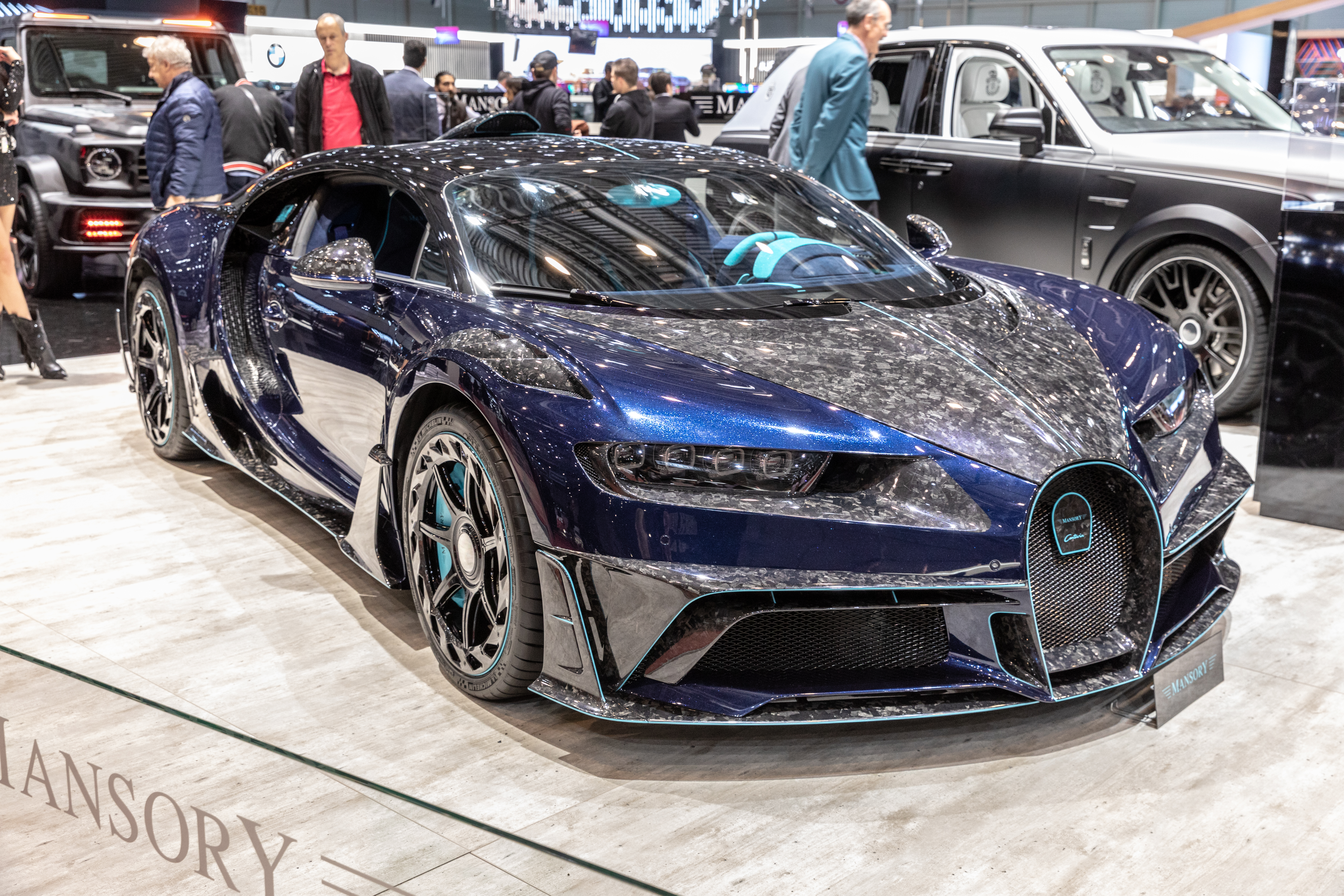
Mansory Bugatti Chiron Centuria
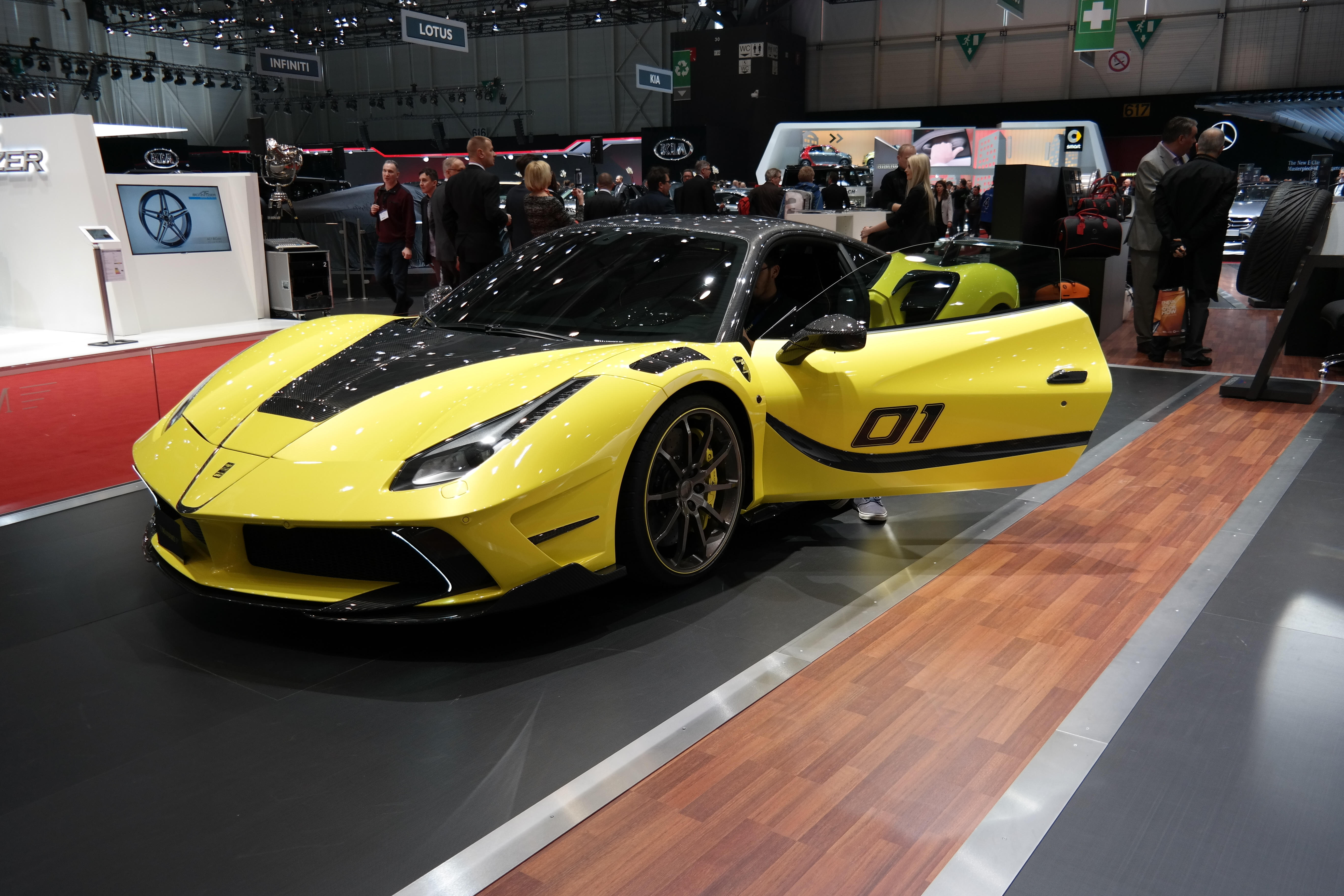
(منصوری سیراکوزا) Mansory Ferrari 488 GTB Siracusa 4XX
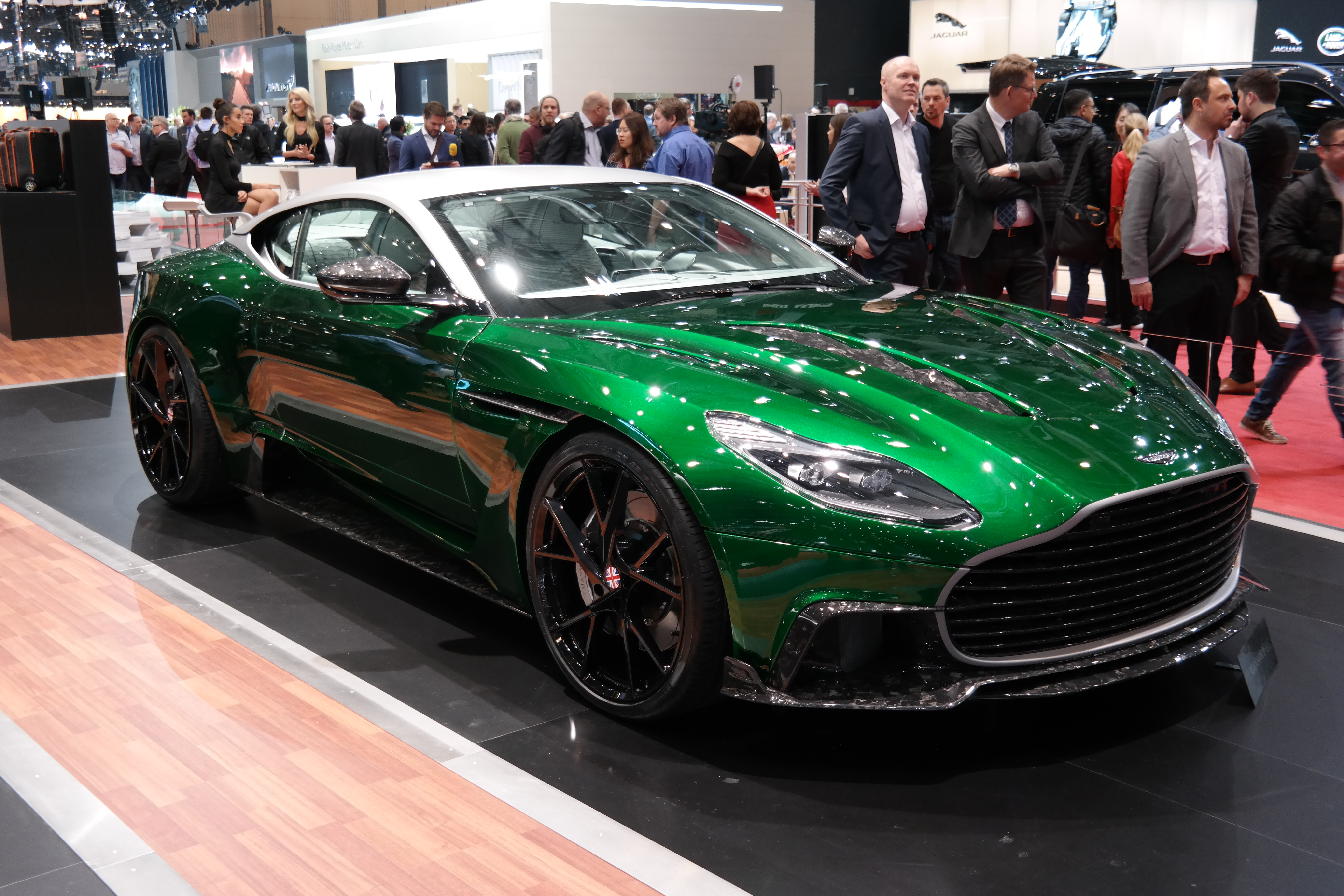
Mansory Aston Martin DB11 Cyrus
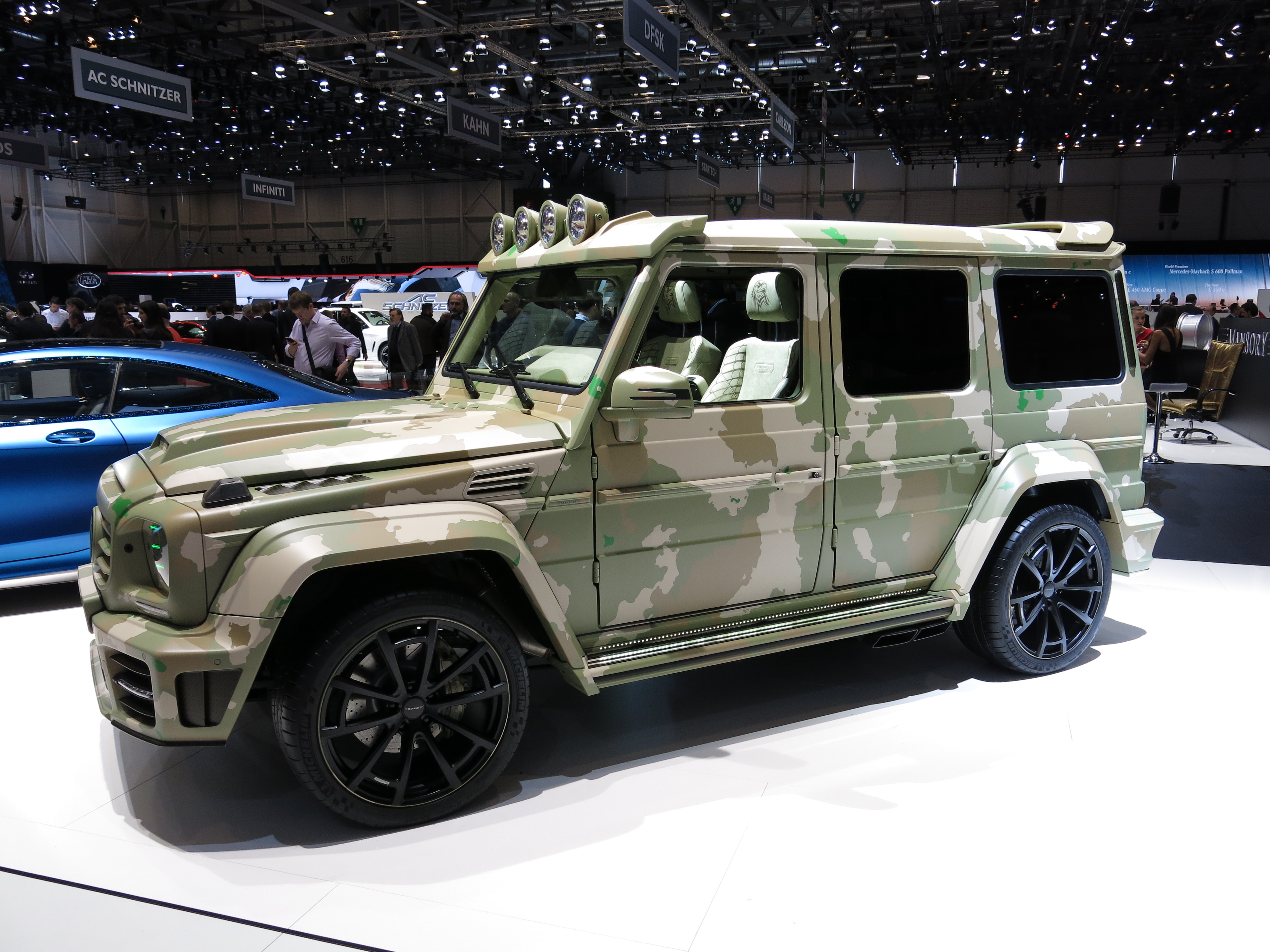
Mercedes-AMG G63 Mansory Sahara
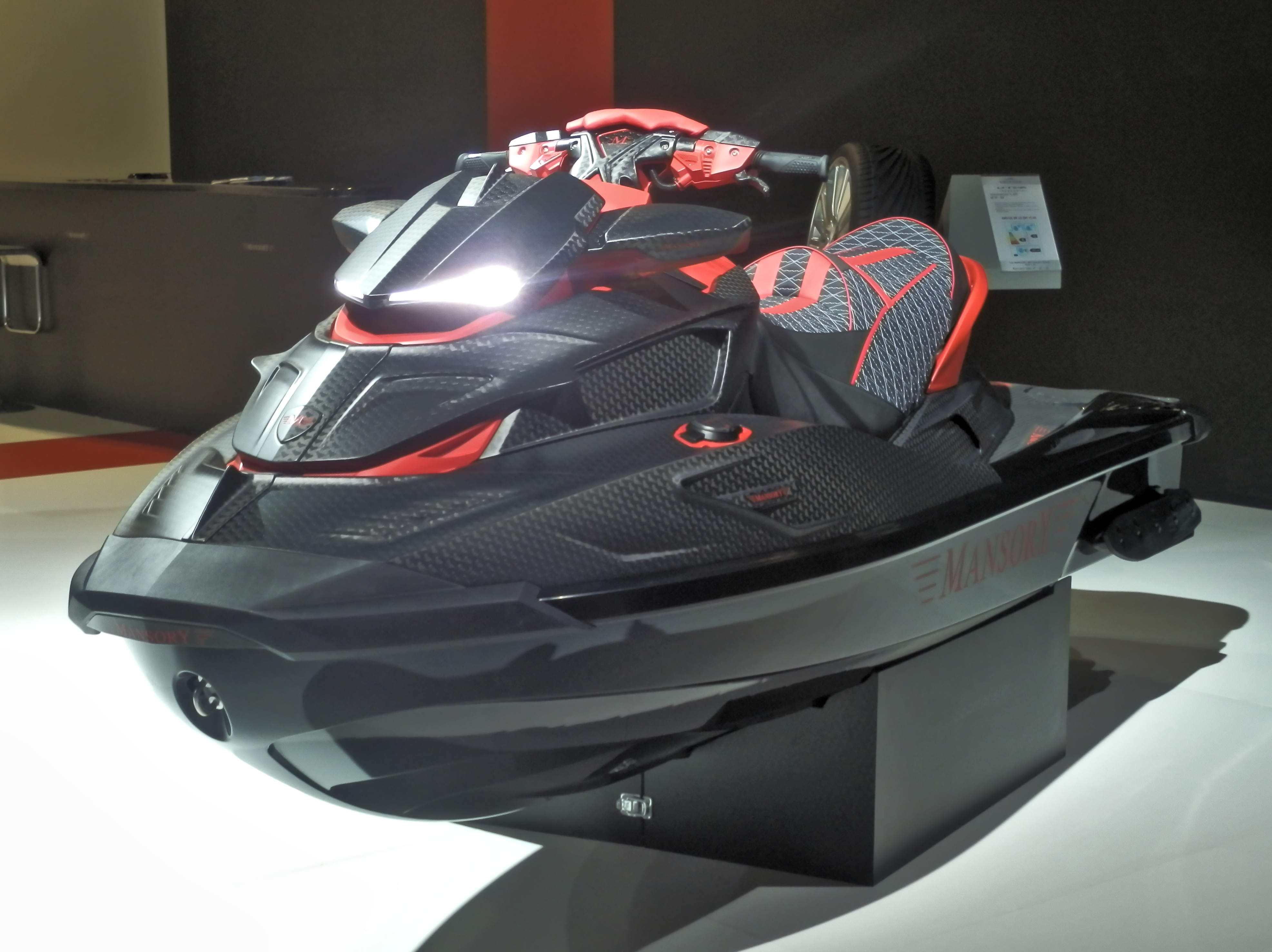
جت اسکی فیبرکربنیِ منصوری بلک مارلین
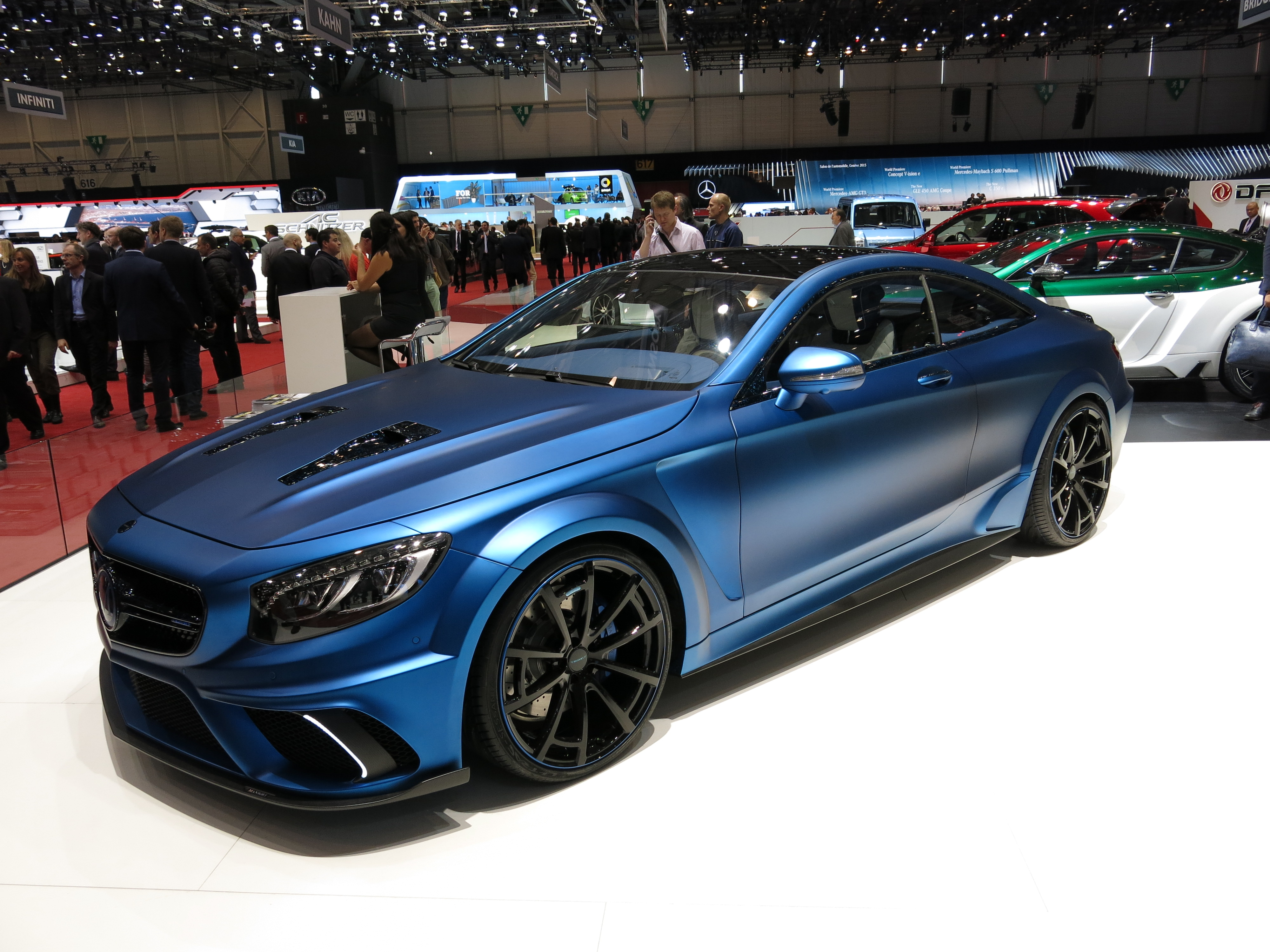
Mansory Diamond
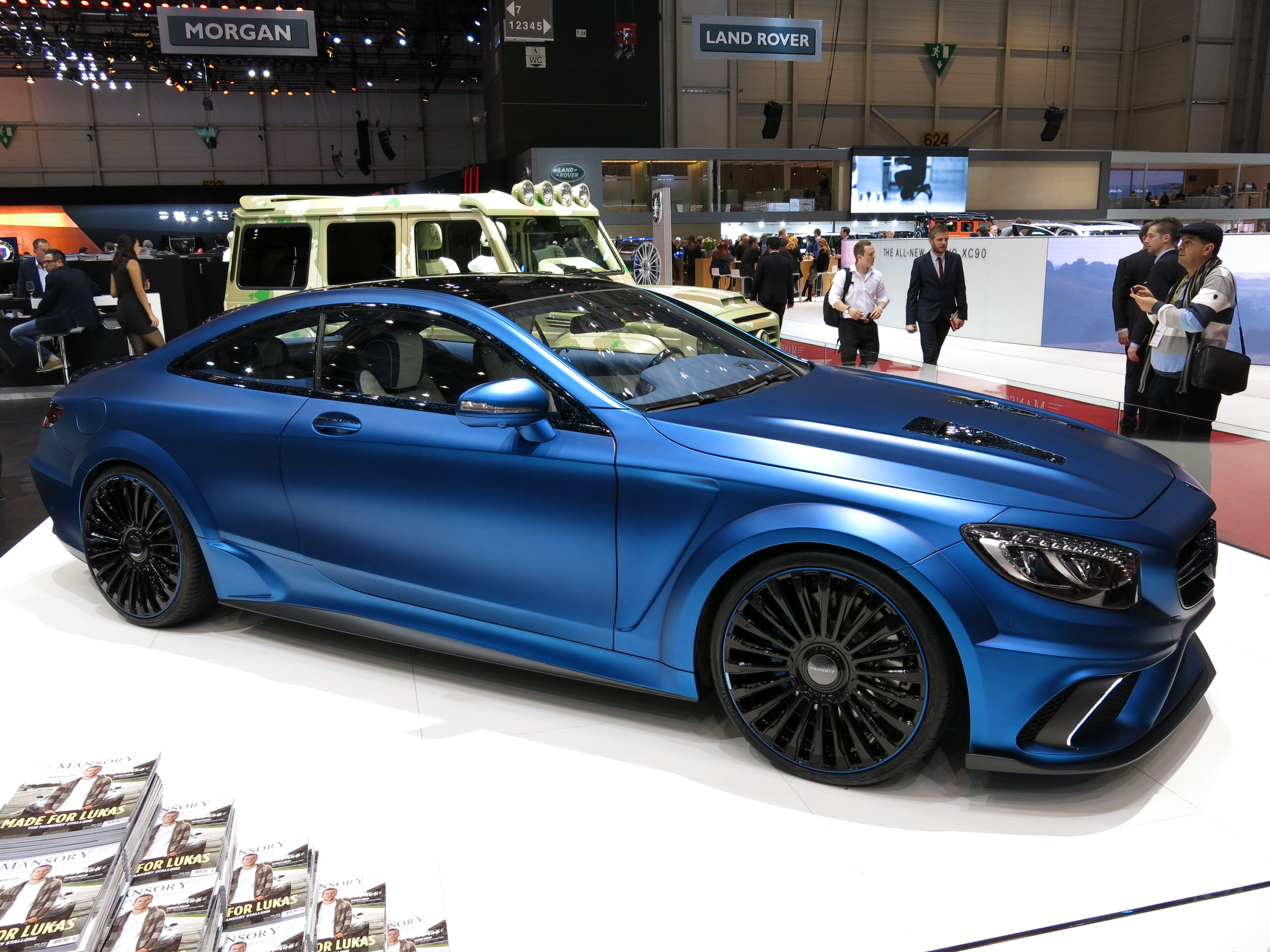
Mansory Diamond
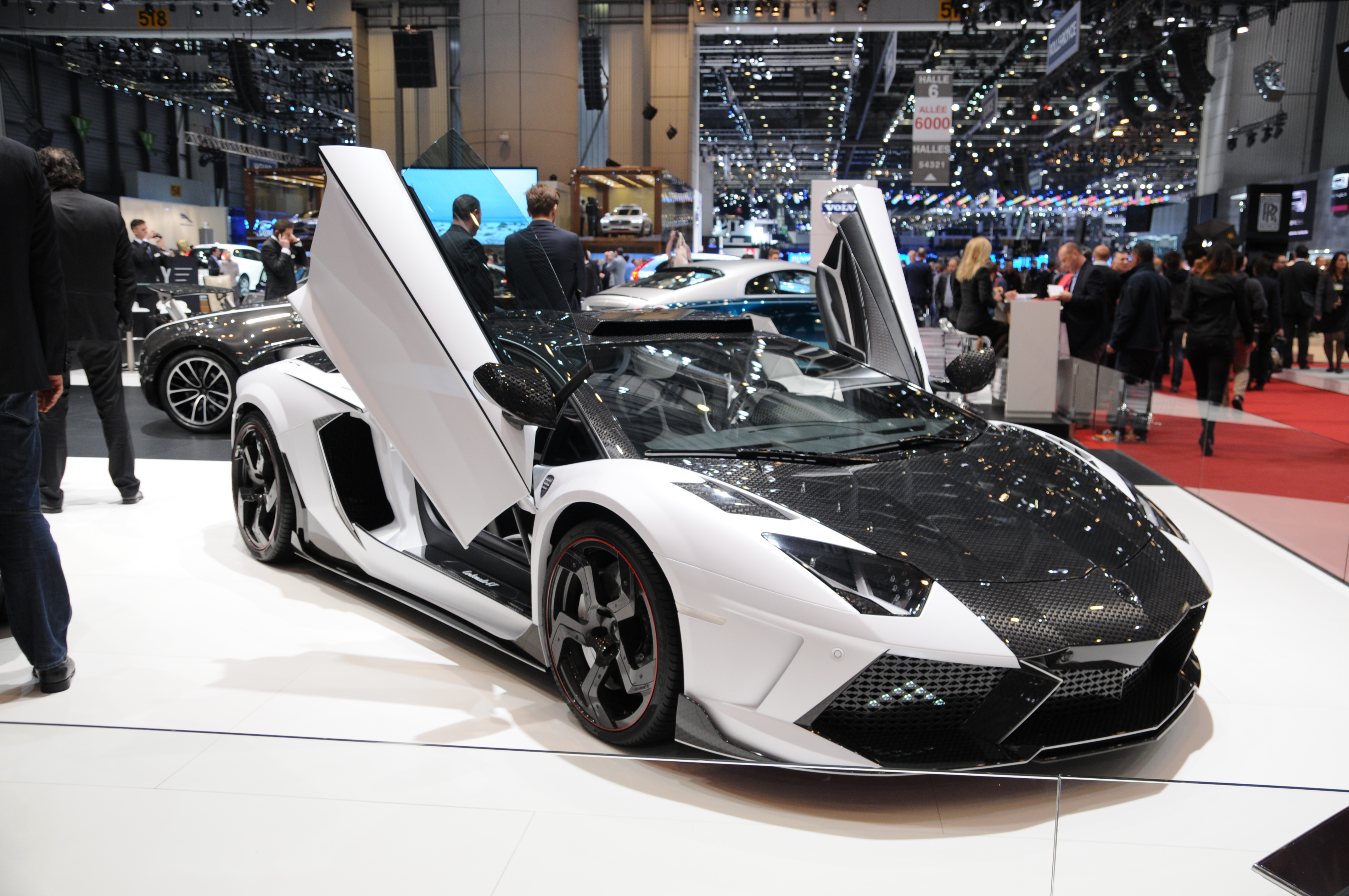
Mansory Aventador
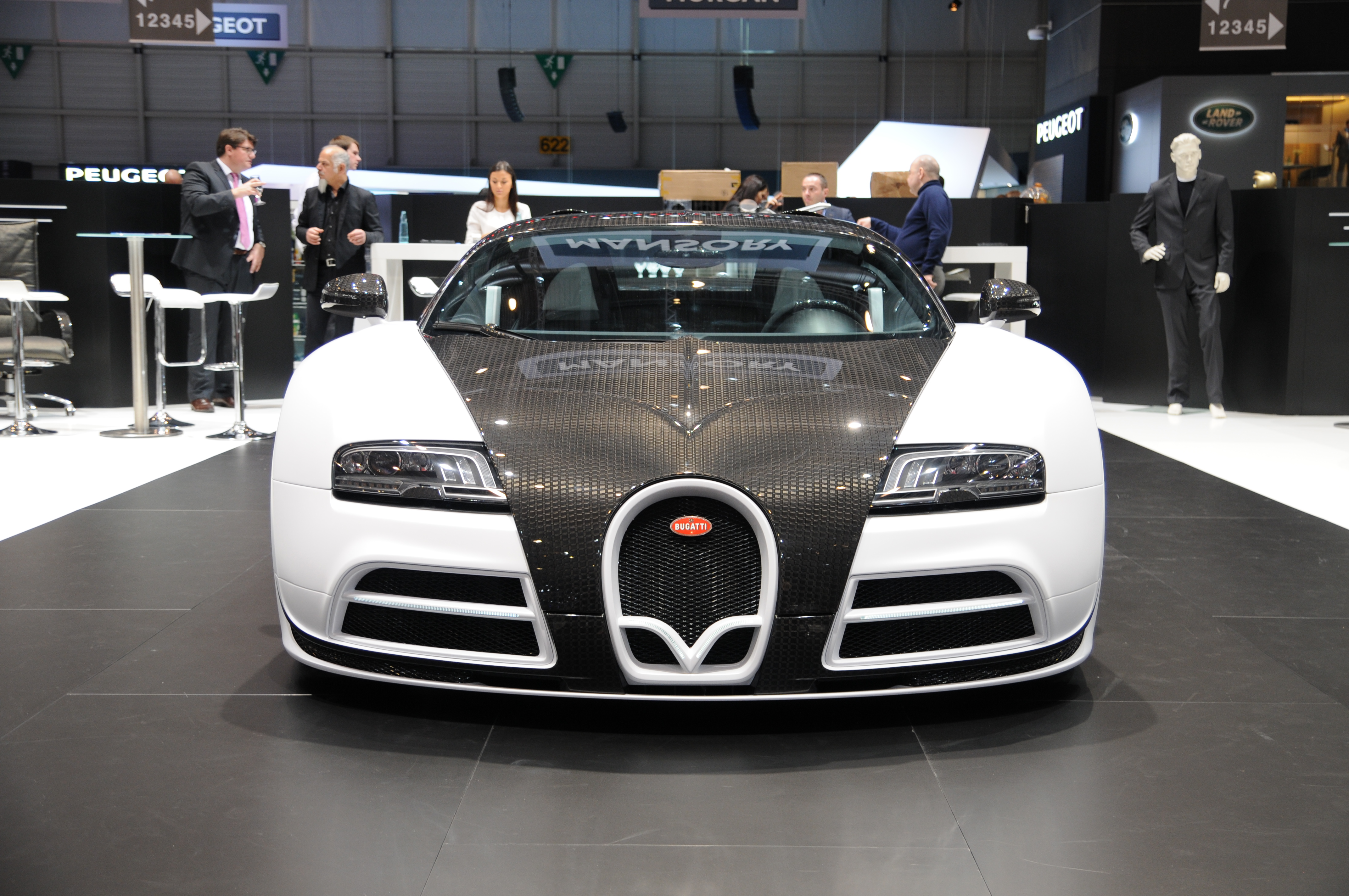
Bugatti Veyron Mansory Vivere
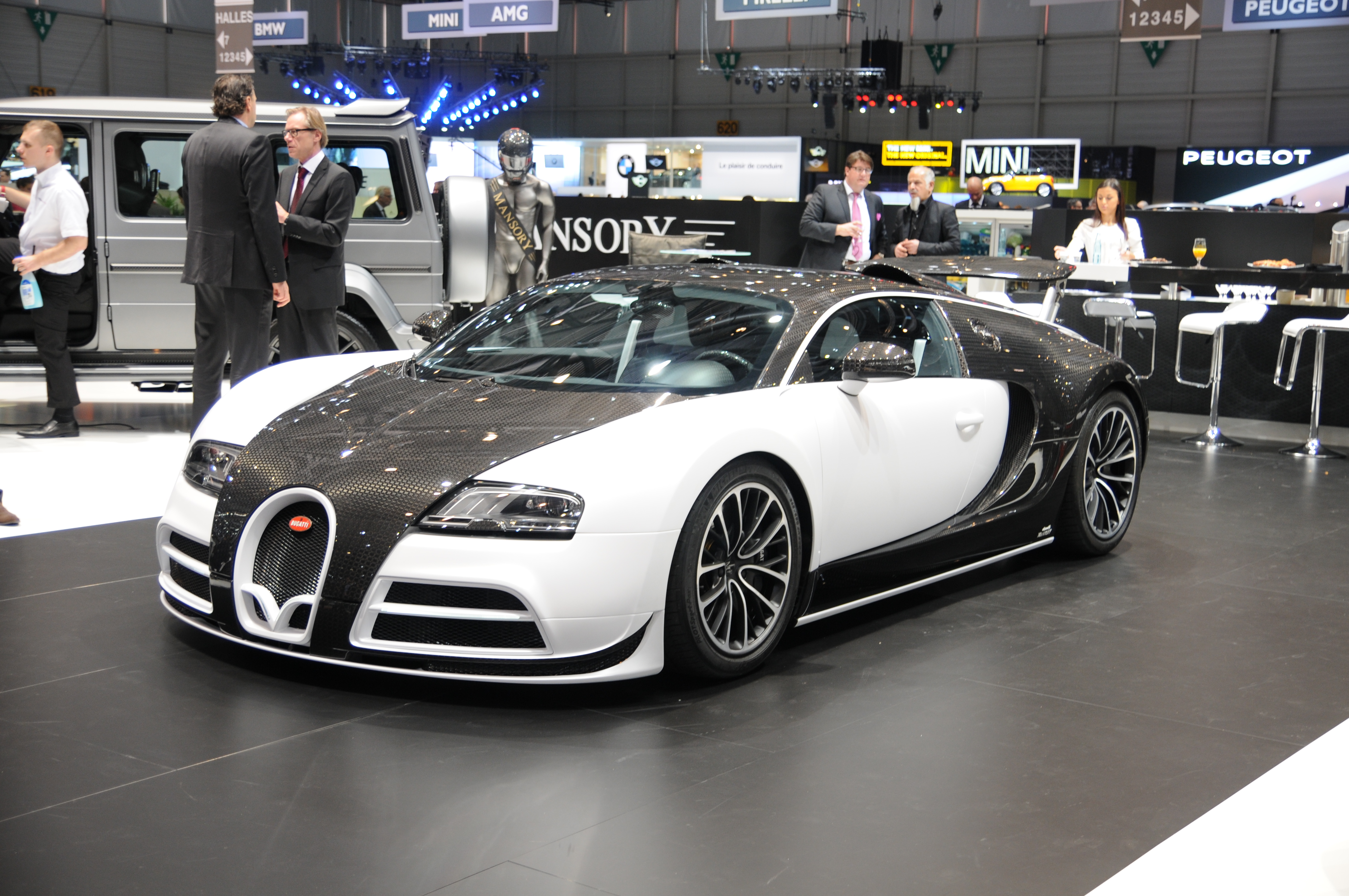
Mansory Vivere